# Warcupia terrestris
Warcupia terrestris är en svampart. Warcupia terrestris ingår i släktet Warcupia och familjen Pyronemataceae.

## Underarter
Arten delas in i följande underarter:
- minuta
- terrestris